# Тэппен, Бенджамин
Бенджамин Тэппен (англ. Benjamin Tappan; 25 мая 1773, Нортгемптон, штат Массачусетс — 20 апреля 1857) — американский политик и юрист. Правнучатый племянник Бенджамина Франклина, брат видных аболиционистов Артура и Льюиса Тэппенов.
В юности учился гравировальному и печатному делу, брал уроки живописи у Гилберта Стюарта, путешествовал по Вест-Индии. Затем частным образом изучал право и в 1799 г., сдав экзамен в Хартфорде, был допущен к юридической практике. В том же году, однако, Тэппен отправился к северо-западу от Коннектикута в область, которая в дальнейшем была объявлена штатом Огайо, и основал там будущий город Равенна. В 1803 г., после провозглашения штата Огайо, Тэппен был избран в сенат штата, однако его каденция длилась менее года. После этого Тэппен занимался юридической практикой в округе Джефферсон. В ходе англо-американской войны 1812—1815 гг. служил в армии США, дослужившись до майора. Затем занимал ряд должностей в судебной системе штата, в 1832 г. входил в коллегию выборщиков, представляя Демократическую партию. В 1833 году был назначен окружным судьёй штата Огайо, однако так и не прошёл утверждения в Конгрессе США.
В 1839—1845 гг. был депутатом Сената США от Демократической партии. Возглавлял комитет по учёту и контролю финансовых резервов. В 1844 г. вызвал политический скандал, разгласив газете New York Evening Post содержание секретного обращения президента Джона Тайлера по поводу предстоящей аннексии Техаса.
Среди потомков Тэппена — писатели Мэри Тэппен Райт (внучка), Остин Тэппен Райт (правнук) и Сильвия Райт (праправнучка).